# (399745) Ouchaou
(399745) Ouchaou est un astéroïde de la ceinture principale.

## Description
(399745) Ouchaou est un astéroïde de la ceinture principale. Il fut découvert le 3 avril 2005 à Vicques (Jura) par Michel Ory. Il présente une orbite caractérisée par un demi-grand axe de 2,71 UA, une excentricité de 0,21 et une inclinaison de 8,2° par rapport à l'écliptique.

## Compléments